# Wysszaja liga kirgiska w piłce nożnej (1997)
Wysszaja liga (1997) – 6. edycja najwyższej piłkarskiej klasy rozgrywkowej w Kirgistanie. Rozgrywki odbywają się systemem wiosna-jesień. Wzięło w nich udział 10 drużyn, grając systemem kołowym w 2 rundach. Tytułu nie obroniła drużyna Metałłurg Kadamżaj. Nowym mistrzem Kirgistanu został zespół Dinamo Biszkek. Tytuł króla strzelców zdobył Farchad Chajtbajew, który w barwach klubu KWT Dinamo Karabałta strzelił 17 goli.
Przed sezonem zespoły Rotor Biszkek oraz Szumkar-Dastan Biszkek wycofały się z rozgrywek.

## Tabela końcowa
|    | Klub                      | M  | Z  | R | P  | Br+ | Br- | Pkt | Uwagi  |
| 1  | Dinamo Biszkek            | 18 | 15 | 1 | 2  | 52  | 10  | 46  | Mistrz |
| 2  | Ałga-PWO Biszkek          | 18 | 13 | 2 | 3  | 44  | 15  | 41  |        |
| 3  | AiK Biszkek               | 18 | 13 | 1 | 4  | 38  | 15  | 40  |        |
| 4  | KWT-Dinamo Karabałta      | 18 | 10 | 3 | 5  | 43  | 30  | 33  |        |
| 5  | Dinamo-Ałaj Osz           | 18 | 8  | 4 | 6  | 29  | 19  | 28  |        |
| 6  | Semetej-Dinamo Kyzył-Kyja | 18 | 7  | 4 | 7  | 28  | 25  | 25  |        |
| 7  | Ałaj Gülczö               | 18 | 4  | 4 | 10 | 22  | 30  | 16  |        |
| 8  | Dżasztyk Osz              | 18 | 3  | 3 | 12 | 17  | 41  | 12  |        |
| 9  | Neftczi Koczkorata        | 18 | 2  | 4 | 12 | 13  | 57  | 10  |        |
| 10 | Dinamo Dżalalabad         | 18 | 1  | 2 | 15 | 8   | 52  | 5   |        |